# Gunma-præfekturet
Gunma-præfekturet (群馬県 Gunma-ken) er et præfektur i Japan.
Præfekturet ligger på den centrale del af Japans hovedø Honshū. Det har et areal på 6.362 km2
og et befolkningstal på 1.934.920 (2021) indbyggere. Hovedbyen er byen Maebashi.